# Kauli Seadi
Kauli Seadi (* 20. Dezember 1982 in Florianópolis) ist ein brasilianischer Windsurfer. Er wurde 2005, 2007 und 2008 Weltmeister in der Welle und zudem 2003 Weltmeister im Super-X.

## Biografie
Bereits im Alter von 16 Jahren wurde Seadi Windsurfprofi und nahm 2000 erstmals bei einem World Cup teil. Ein Jahr später konnte er bereits den Freestyle-Wettbewerb an der Costa Calma (Fuerteventura) gewinnen. In den folgenden Jahren entwickelte er sich zu einem Allrounder. So wurde er 2003 Weltmeister im Super-X und zweiter der Weltrangliste im Freestyle. Ein Jahr später wurde er erneut Vize-Weltmeister im Freestyle und 2005 dann Weltmeister in der Welle. Diesen Erfolg konnte er 2007 und 2008 wiederholen. Nach weiteren Spitzenplatzierungen in den folgenden Jahren fährt Seadi seit 2013 nur noch Wettkämpfe des Aloha Classics.
Seadi betreibt eine Windsurf Station in Sao Miguel do Gostoso.

## Erfolge

### World Cup Wertungen
| Saison | Wave  | Wave   | Freestyle | Freestyle | Super-X | Super-X |
| Saison | Platz | Punkte | Platz     | Punkte    | Platz   | Punkte  |
| ------ | ----- | ------ | --------- | --------- | ------- | ------- |
| 2000   | ?     | ?      | ?         | ?         | –       | –       |
| 2001   | ?     | ?      | 7.        | ?         | –       | –       |
| 2002.  | 7     | ?      | 6.        | ?         | –       | –       |
| 2003   | ?     | ?      | 2.        | 5904      | 1.      | 2100    |
| 2004   | ?     | ?      | 2.        | 6135      | ?       | ?       |
| 2005   | 1.    | 6152   | 3.        | 4035      | ?       | ?       |
| 2006   | 3.    | 5855   | 11.       | 1754      | –       | –       |
| 2007   | 1.    | 8301   | 30.       | 1655      | –       | –       |
| 2008   | 1.    | 6168   | –         | –         | –       | –       |
| 2009   | 2.    | 5641   | –         | –         | –       | –       |
| 2010   | 4.    | 3887   | 55.       | 154       | –       | –       |
| 2011   | 3.    | 5904   | –         | –         | –       | –       |
| 2012   | 7.    | 5789   | –         | –         | –       | –       |
| 2013   | 30.   | 2034   | –         | –         | –       | –       |
| 2015   | 34.   | 2067   | –         | –         | –       | –       |
| 2016   | 36.   | 1820   | –         | –         | –       | –       |

### World Cup Siege
Seadi errang zwischen 2003 und 2015 insgesamt 24 Podestplätze, davon zehn Siege:
| Datum                   | Ort            | Land           | Disziplin |
| ----------------------- | -------------- | -------------- | --------- |
| 27.07.2001 – 31.07.2001 | Costa Calma    | Spanien        | Freestyle |
| 17.07.2003 – 24.07.2003 | Costa Calma    | Spanien        | Super-X   |
| 16.01.2004 – 18.01.2004 | London         | Großbritannien | Indoor    |
| 11.08.2004 – 18.08.2004 | Pozo Izquierdo | Spanien        | Freestyle |
| 28.06.2005 – 06.07.2005 | Pozo Izquierdo | Spanien        | Wave      |
| 01.02.2006 – 02.02.2006 | Gent           | Belgien        | Indoor    |
| 09.09.2007 – 16.09.2007 | Imbituba       | Brasilien      | Wave      |
| 07.03.2008 – 16.03.2008 | Santa Maria    | Kap Verde      | Wave      |
| 13.09.2010 – 19.09.2010 | Klitmøller     | Dänemark       | Wave      |